# جنگ آخرالزمانی
بر اساس برخی از اعتقادات اسلامی، مهدی و مسیح زمانی ظهور می‌کنند که در آخرالزمان جنگی ویران‌گر جهان را در معرض نابودی قرار می‌دهد و آنان برای ایجاد صلح و برگرداندن آرامش به ملت‌ها ظهور می‌کنند. این جنگ، میان دجال و یاران مهدی به تعداد ۳۱۳ نفر به راه خواهد افتاد که نتیجهٔ نهایی آن پیروزی سربازان الهی می‌باشد. مهدوی مسیحی اعتقاد دارند که این جنگ از سرزمین موعود مکه، زمانی شروع می‌شود که در آن یهودیان، مسجد الاقصی را ویران کرده و به جای آن ستارهٔ داوود را ساخته باشند. در این جنگ، یهودیان به دست سربازان مهدی نابود خواهند شد. مسجد الاقصی بازسازی می‌شود؛ کلمه الله در بالای مسجد الاقصی به جای ماه و ستاره گذاشته خواهد شد و جهان از هر نوع پلیدی پاک می‌شود. براساس این نگرش، کمک به مسیحیان برای نابودی یهودیان، به یک وظیفه دینی برای بنیادگرایان مهدوی تبدیل می‌شود.